# Júlio Miragaya
Júlio Flávio Gameiro Miragaya (Rio de Janeiro, 1957) é um economista brasileiro. 
Atualmente exerce o cargo de presidente da Associação Nacional das Instituições de Planejamento, Pesquisa e Estatística (Anipes) e do Instituto Brasiliense de Estudos da Economia Regional (Ibrase), além de ocupar a vice-presidência da Associação dos Economistas da América Latina e Caribe (AEALC). É conselheiro federal do Conselho Federal de Economia (Cofecon), órgão que presidiu em 2016 e 2017. Foi também presidente da Companhia de Planejamento do Distrito Federal (Codeplan) entre 2012 e 2015. É filiado ao Partido dos Trabalhadores (PT) desde 1980.

## Vida acadêmica
Graduado em Economia pela Faculdade de Economia e Administração da Universidade Federal do Rio de Janeiro (UFRJ)/Faculdade de Ciências Políticas e Econômicas da Universidade Cândido Mendes (UCM); Especialista em Planejamento Urbano e Regional pelo Instituto de Pesquisa e Planejamento Urbano e Regional (IPPUR/UFRJ); Mestre em Gestão Territorial pelo Departamento de Geografia da Universidade de Brasília (UnB) e Doutor em Desenvolvimento Econômico Sustentável pelo Centro de Desenvolvimento Sustentável da UnB.

## Carreira profissional
Iniciou a carreira em 1979 como consultor técnico na Astel – Assessores Técnicos, foi gerente de marketing da Santa Lúcia Cristais Blindex (1984/85) e subchefe da Divisão de Estudos Econômicos da Sondotécnica, empresa de consultoria em engenharia (1986/93).
A partir de 1993, já radicado em Brasília, foi gerente de Pesquisas e Estudos Econômicos da Companhia de Planejamento do Distrito Federal (Codeplan), assessor econômico na Câmara dos Deputados e no Senado Federal, assumindo, de 2004 a 2010 a Coordenação-Geral de Planejamento e Gestão Territorial da Secretaria de Políticas de Desenvolvimento Regional do Ministério da Integração Nacional, tendo coordenado os Planos de Desenvolvimento Regional Sustentáveis da Área de Influência da BR-163; do Arquipélago do Marajó; do Xingu e do Meio-Norte; coordenado o Plano Amazônia Sustentável (PAS) e a Política Nacional de Ordenamento Territorial (PNOT). Em 2011 assumiu a diretoria técnica da Codeplan e, de 2012 a 2015, sua presidência. Nesse ano assumiu a Diretoria Técnica do Sebrae/DF (período 2015/18). De 2011 a 2013 lecionou economia no Centro Universitário do Distrito Federal (UDF) e é autor de diversos artigos, ensaios e estudos publicados em jornais, revistas e livros. Entre 2013 e 2018 teve uma coluna semanal no Jornal de Brasília. Atualmente atua como consultor econômico.

## Atividade política

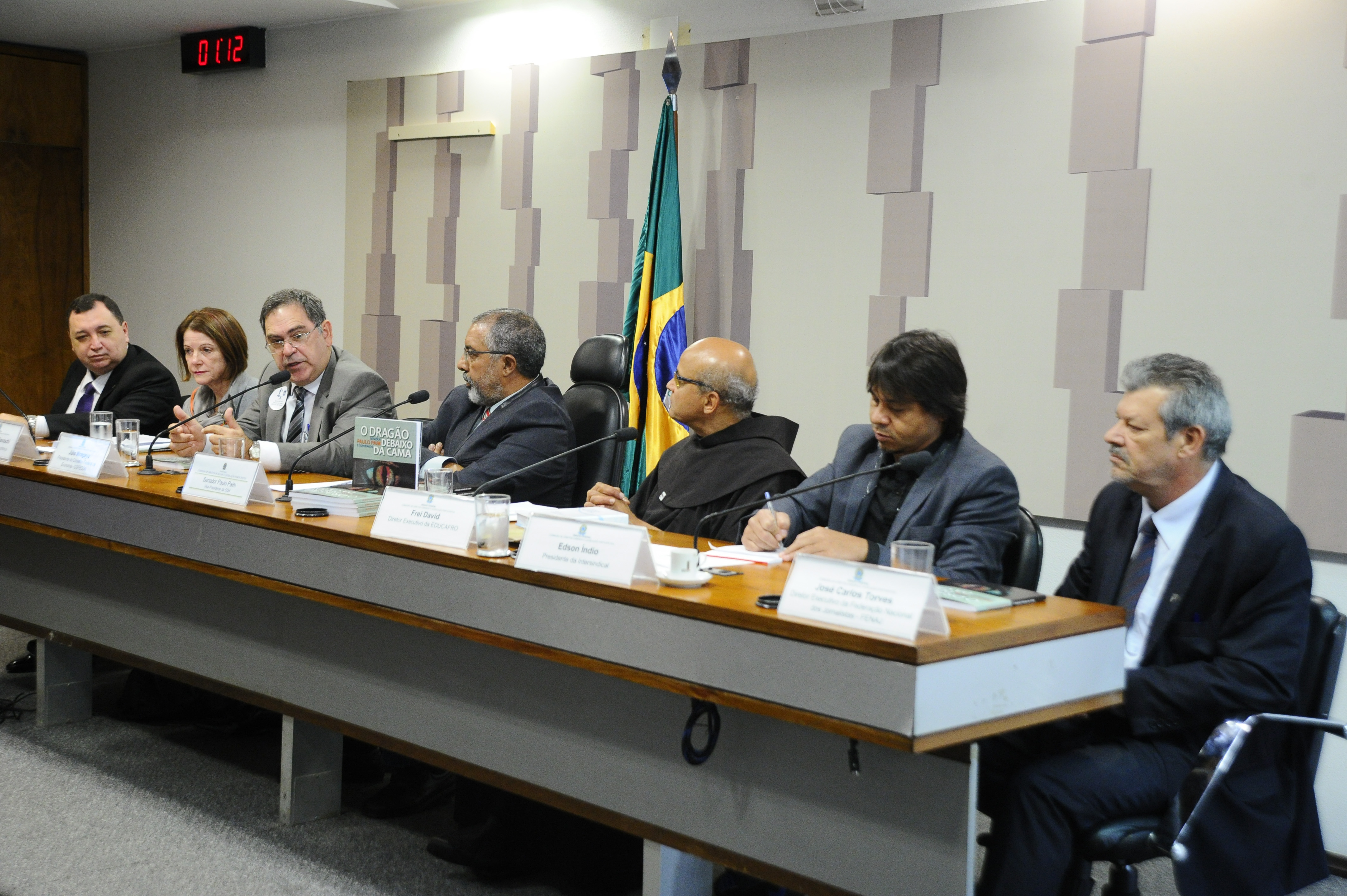
Júlio Miragaya combate reformas Previdenciária e Trabalhista em discurso na Comissão de Direitos Humanos e Legislação Participativa (CDH), no Senado Federal.

Foi um dos fundadores do Partido dos Trabalhadores no Rio de Janeiro em 1980 e membro da comissão executiva do PT/RJ em 1989/90, ano em que foi candidato a deputado federal. Foi também diretor do Sindicato dos Economistas/RJ, diretor do Sindicato dos Trabalhadores em Empresas de Consultoria/RJ e membro da comissão executiva da Central Única dois Trabalhadores (CUT/RJ).
Em Brasília, foi eleito em 1997 presidente do Sindicato dos Economistas do Distrito Federal (até 2001) e, em 1999, diretor da Federação Nacional dos Economistas (Fenecon). Ainda em 1999, foi eleito conselheiro e presidente do Conselho Regional de Economia do Distrito Federal (Corecon-DF). Em 2000, fundou o Instituto Brasiliense de Estudos da Economia Regional (Ibrase), do qual foi seu primeiro presidente. Em 2009 foi eleito conselheiro do Conselho Federal de Economia (Cofecon), vice-presidente em 2015 e presidente em 2016/17. Em 2015 foi eleito vice-presidente da Associação dos Economistas da América Latina e Caribe (AEALC) e reeleito em 2017. Em 2016 assumiu a presidência da Associação Nacional das Instituições de Planejamento, Pesquisa e Estatística (Anipes) para o biênio 2016/17, sendo reeleito para o período 2018/19. 
Em 2018 foi candidado a governador do Distrito Federal pelo Partido dos Trabalhadores (PT), tendo obtido pouco mais de 60 mil votos. A campanha de Júlio Miragaya foi pautada na defesa do partido e do ex-presidente Lula. Miragaya denunciou as irregularidades da Operação Lava Jato e as arbitrariedades cometidas pelo Poder Judiciário brasileiro, que mantém Lula como preso político. 